# Mike Phelan
Michael Christopher Phelan – meglio noto come Mike – (Nelson, 24 settembre 1962) è un allenatore di calcio, dirigente sportivo ed ex calciatore inglese, di ruolo difensore.

## Carriera

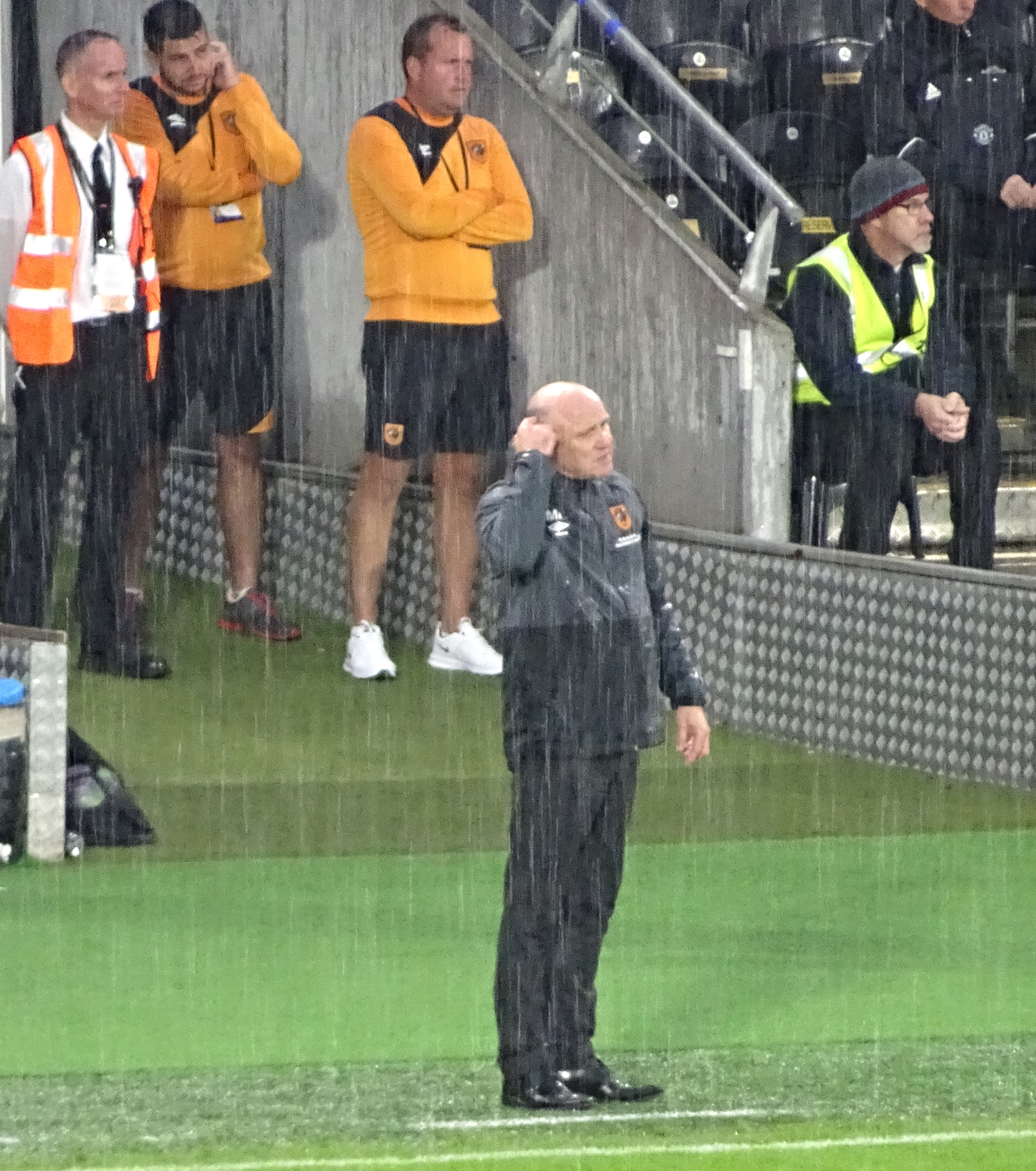
Phelan alla guida dell'.

Appesi gli scarpini al chiodo, nel 1995 entra nello staff del Norwich City, in qualità di vice allenatore alle spalle di Gary Megson.
Nel 1999 entra nello staff del Manchester United, coprendo il ruolo di vice allenatore della squadra giovanile. Complice il passaggio di Steve McClaren sulla panchina del Middlesbrough, nel 2001 viene nominato collaboratore tecnico di Alex Ferguson.
Il 3 settembre 2008 prende il posto di Carlos Queiroz alla guida tecnica della squadra, venendo nominato vice allenatore dei Red Devils. Lascia l'incarico il 24 maggio 2013, in seguito al ritiro di Ferguson.
Il 20 novembre 2014 viene nominato collaboratore tecnico del Norwich City. Il 9 gennaio 2015 la società lo nomina allenatore ad interim in sostituzione di Neil Adams, in attesa di scegliere la nuova guida tecnica della squadra. Il 20 gennaio - tornato nei ranghi di collaboratore tecnico - si dimette dall'incarico.
Il 5 febbraio 2015 viene nominato vice allenatore dell'Hull City, alle spalle di Steve Bruce. Il 22 luglio 2016 passa - ad interim - alla guida della prima squadra in sostituzione di Bruce, dimessosi dall'incarico. Alla luce degli ottimi risultati ottenuti, il 13 ottobre 2016 viene confermato in via permanente alla guida dei Tigers. Dopo un periodo di crisi per la squadra, viene esonerato il 3 gennaio 2017.
Terminata l'esperienza all'Hull City, il 16 luglio 2018  viene ingaggiato come direttore sportivo dei C.C. Mariners tuttavia, meno di sei mesi dopo, il 19 dicembre, ritorna al Manchester Utd, entrando come vice nello staff dell'allenatore ad interim Ole Gunnar Solskjær, dove rimane fino al 30 giugno 2022.
L'8 dicembre 2024, dopo oltre due anni di pausa, torna ad allenare, diventando vice di Wayne Rooney al Plymouth, rimpiazzando Pete Shuttleworth. Con i biancoverdi rimane meno di un mese, ossia fino al 31 dicembre seguente, quando viene sollevato dall'incarico in seguito alla risoluzione contrattuale tra Rooney e il club.

## Statistiche

### Presenze e reti nei club
Statistiche aggiornate al 30 giugno 1994.
| Stagione        | Squadra         | Campionato      | Campionato | Campionato | Coppe nazionali | Coppe nazionali | Coppe nazionali | Coppe continentali | Coppe continentali | Coppe continentali | Altre coppe | Altre coppe | Altre coppe | Totale | Totale |
| Stagione        | Squadra         | Comp            | Pres       | Reti       | Comp            | Pres            | Reti            | Comp               | Pres               | Reti               | Comp        | Pres        | Reti        | Pres   | Reti   |
| --------------- | --------------- | --------------- | ---------- | ---------- | --------------- | --------------- | --------------- | ------------------ | ------------------ | ------------------ | ----------- | ----------- | ----------- | ------ | ------ |
| 1989-1990       | Manchester Utd  | FD              | 38         | 1          | FACup+CdL       | 7+3             | 0               | -                  | -                  | -                  | -           | -           | -           | 48     | 1      |
| 1990-1991       | Manchester Utd  | FD              | 33         | 1          | FACup+CdL       | 1+8             | 0               | CdC                | 8                  | 0                  | CS          | 1           | 0           | 51     | 1      |
| 1991-1992       | Manchester Utd  | FD              | 18         | 0          | FACup+CdL       | 0+3             | 0               | CdC                | 4                  | 0                  | SU          | 0           | 0           | 25     | 0      |
| 1992-1993       | Manchester Utd  | PL              | 11         | 0          | FACup+CdL       | 2+0             | 1               | CU                 | 1                  | 0                  | -           | -           | -           | 14     | 1      |
| 1993-1994       | Manchester Utd  | PL              | 2          | 0          | FACup+CdL       | 0+2             | 0               | UCL                | 4                  | 0                  | CS          | 0           | 0           | 8      | 0      |
| Totale carriera | Totale carriera | Totale carriera | 102        | 2          |                 | 26              | 1               |                    | 17                 | 0                  |             | 1           | 0           | 146    | 3      |

### Cronologia presenze e reti in nazionale
| Cronologia completa delle presenze e delle reti in nazionale ― Inghilterra | Cronologia completa delle presenze e delle reti in nazionale ― Inghilterra | Cronologia completa delle presenze e delle reti in nazionale ― Inghilterra | Cronologia completa delle presenze e delle reti in nazionale ― Inghilterra | Cronologia completa delle presenze e delle reti in nazionale ― Inghilterra | Cronologia completa delle presenze e delle reti in nazionale ― Inghilterra | Cronologia completa delle presenze e delle reti in nazionale ― Inghilterra | Cronologia completa delle presenze e delle reti in nazionale ― Inghilterra |
| Data                                                                       | Città                                                                      | In casa                                                                    | Risultato                                                                  | Ospiti                                                                     | Competizione                                                               | Reti                                                                       | Note                                                                       |
| -------------------------------------------------------------------------- | -------------------------------------------------------------------------- | -------------------------------------------------------------------------- | -------------------------------------------------------------------------- | -------------------------------------------------------------------------- | -------------------------------------------------------------------------- | -------------------------------------------------------------------------- | -------------------------------------------------------------------------- |
| 15-11-1989                                                                 | Londra                                                                     | Inghilterra                                                                | 0 – 0                                                                      | Italia                                                                     | Amichevole                                                                 | -                                                                          | 46’                                                                        |
| Totale                                                                     |                                                                            | Presenze                                                                   | 1                                                                          |                                                                            | Reti                                                                       | 0                                                                          |                                                                            |

## Palmarès

### Giocatore

#### Club

##### Competizioni nazionali
- Third Division: 1

Burnley: 1981-1982
- Second Division: 1

Norwich City: 1985-1986
- Campionato inglese: 1

Manchester United: 1992-1993
- Coppa d'Inghilterra: 1

Manchester United: 1989-1990
- Coppa di Lega inglese: 1

Manchester United: 1991-1992
- Charity/Community Shield: 2

Manchester United: 1990, 1993

##### Competizioni internazionali
- Coppa delle Coppe: 1

Manchester United: 1990-1991
- Supercoppa UEFA: 1

Manchester United: 1991